# 14세그먼트 표시 장치

14세그먼트 표시 장치의 개별 세그먼트

14세그먼트 표시 장치(영어: Fourteen-segment display, FSD, 때로는 스타버스트 디스플레이(starburst display) 또는 유니언 잭 디스플레이(Union Jack display)라고도 함)는 문자 및 숫자를 생성하기 위해 켜고 끌 수 있는 14개의 세그먼트를 기반으로 하는 디스플레이 유형이다. 이는 더 일반적인 7세그먼트 표시 장치의 확장으로, 추가로 4개의 대각선 세그먼트와 2개의 수직 세그먼트가 있으며 가운데 가로 세그먼트는 절반으로 나뉘어 있다. 7세그먼트 표시 장치는 숫자 및 특정 문자에 충분하지만, ISO 기본 라틴 알파벳을 명확하게 렌더링하려면 더 많은 세부 정보가 필요하다. 약간의 변형은 16세그먼트 표시 장치로, 문자나 다른 기호를 표시하는 데 추가적인 가독성을 제공한다.
소수점 또는 쉼표 (문장 부호)는 추가 세그먼트 또는 한 쌍의 세그먼트로 존재할 수 있다. 쉼표(많은 지역에서 세 자리 숫자 그룹화 또는 소수점으로 사용됨)는 일반적으로 소수점과 밀접하게 '연결된' 왼쪽으로 내려가는 아치형 세그먼트를 결합하여 형성된다.
전자 영숫자 디스플레이는 LED, LCD 또는 진공 형광 디스플레이 장치를 사용할 수 있다. LED 변형은 일반적으로 단일 또는 이중 문자 패키지로 제조되어 시스템 설계자가 응용 프로그램에 맞는 문자 수를 선택할 수 있다.
종종 문자 발생기는 7비트 ASCII 문자 코드를 14개의 세그먼트 중 어떤 것을 켜거나 끌지를 나타내는 14비트로 변환하는 데 사용된다.

## 문자 인코딩

14세그먼트 표시 장치의 아라비아 숫자

다양한 요소를 점등함으로써 다양한 문자를 표시할 수 있다.
14세그먼트 표시 장치에는 소수점( "DP"로 표시)인 선택적 15번째 세그먼트도 있다.

### 십진수
| 숫자        | 0     | 1     | 2    | 3    | 4    | 5    | 6    | 7      | 8    | 9    |
| ----------- | ----- | ----- | ---- | ---- | ---- | ---- | ---- | ------ | ---- | ---- |
| 16진수 코드 | 0xC3F | 0x406 | 0xDB | 0x8F | 0xE6 | 0xED | 0xFD | 0x1401 | 0xFF | 0xE7 |

### 라틴 알파벳

14세그먼트 표시 장치의 라틴 문자

14세그먼트 표시 장치는 주로 텍스트를 표시하는 데 사용되는데, 14개의 요소는 라틴 문자를 대문자와 소문자로 모두 표시할 수 있게 하기 때문이다(일부 예외인 "s" 등).
| 알파벳      | A    | B      | C    | D      | E    | F    | G    | H    | I      | J    | K      | L    | M     | N      |
| ----------- | ---- | ------ | ---- | ------ | ---- | ---- | ---- | ---- | ------ | ---- | ------ | ---- | ----- | ------ |
| 16진수 코드 | 0xF7 | 0x128F | 0x39 | 0x120F | 0xF9 | 0xF1 | 0xBD | 0xF6 | 0x1209 | 0x1E | 0x2470 | 0x38 | 0x536 | 0x2136 |

| 알파벳      | O    | P    | Q      | R      | S     | T      | U    | V     | W      | X      | Y      | Z     |
| ----------- | ---- | ---- | ------ | ------ | ----- | ------ | ---- | ----- | ------ | ------ | ------ | ----- |
| 16진수 코드 | 0x3F | 0xF3 | 0x203F | 0x20F3 | 0x18D | 0x1201 | 0x3E | 0xC30 | 0x2836 | 0x2D00 | 0x1500 | 0xC09 |

## 응용 분야

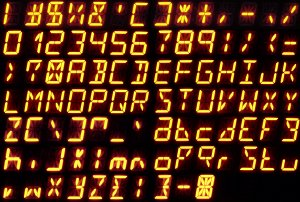
14세그먼트 표시 장치의 ASCII 문자 대부분(큰따옴표는 없음)

다중 세그먼트 표시 장치는 전체 도트 매트릭스 디스플레이보다 적은 요소를 사용하며, 세그먼트가 적절하게 형성되면 더 나은 문자 모양을 생성할 수 있다. 이는 전력 소비와 드라이버 구성 요소 수를 줄일 수 있다.
14세그먼트 가스 플라스마 디스플레이는 1986년부터 1991년까지 핀볼 머신에 사용되었으며, 추가적인 쉼표 (문장 부호)와 마침표 부분이 포함되어 총 16개의 세그먼트가 되었다.
14세그먼트 및 16세그먼트 디스플레이는 계산기 및 기타 임베디드 시스템에서 영숫자 문자를 생성하는 데 사용되었다. 오늘날의 응용 분야에는 전화 발신자 ID 장치, 체육관 장비, VCR, 차량 오디오, 전자레인지, 슬롯 머신, DVD 플레이어에 장착된 디스플레이가 포함된다.
이러한 디스플레이는 도트 매트릭스 디스플레이 패널이 널리 사용되기 전에는 점수 및 기타 정보를 표시하기 위해 핀볼 머신에서 매우 흔했다.

### 백열 램프
다중 세그먼트 영숫자 디스플레이는 전기 사용만큼이나 오래되었다. 1908년 교과서에는 백열 램프와 기계식 스위칭 배열을 사용하는 영숫자 디스플레이 시스템이 설명되어 있다. 21개의 램프 각각은 회전 드럼에 설치된 일련의 슬롯 바에 의해 작동되는 스위치에 연결되었다. 이 정류자 어셈블리는 드럼이 회전함에 따라 다른 스위치 세트가 닫히고 다른 문자와 숫자가 표시될 수 있도록 배열될 수 있었다. 이 방식은 메시지를 철자로 표시하는 "말하는" 표지판에 사용되었을 것이지만, 메시지의 각 글자에 대해 완전한 정류자 스위치, 드럼 및 램프 세트가 필요했을 것이므로 결과적으로 표지판이 상당히 비쌌을 것이다.

### 냉음극 네온
몇 가지 다른 버전의 14세그먼트 디스플레이가 냉음극 네온 램프로 존재한다. 예를 들어, 버로스 코퍼레이션에서 만든 한 유형은 "파나플렉스"라고 불렸다. 백열 버전과 같이 필라멘트를 사용하는 대신, 이들은 180V 전압으로 충전된 음극을 사용하여 전기가 통하는 세그먼트가 밝은 주황색으로 빛나게 한다. 이들은 닉시관과 유사하게 작동했지만, 완전히 형성된 숫자 모양 대신 세그먼트를 사용하여 숫자와 문자를 구성했다.

### 예시

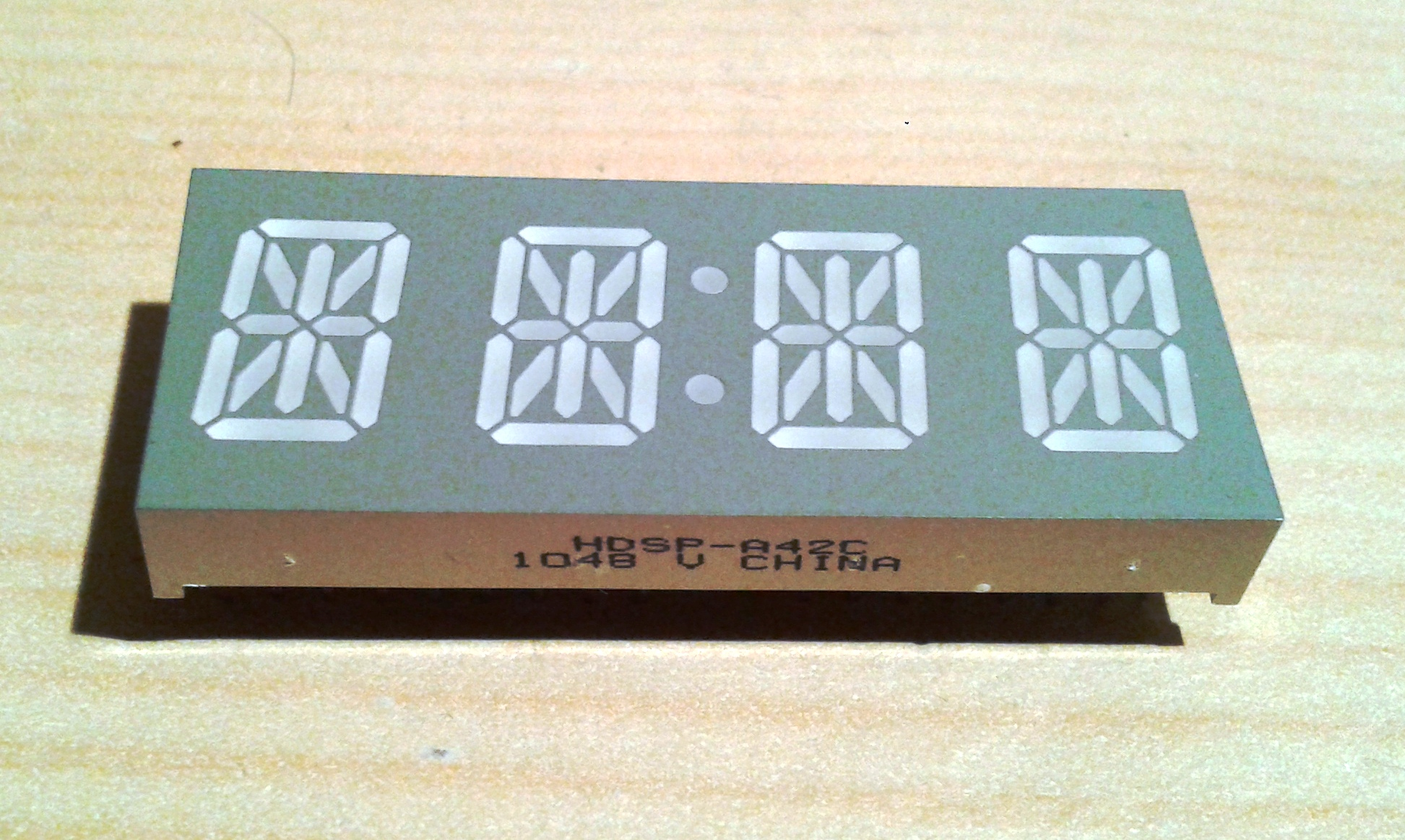
4문자 14세그먼트 시계 디스플레이. 16세그먼트 디스플레이와 비교하여 깨지지 않은 상단 및 하단 세그먼트에 주목한다.
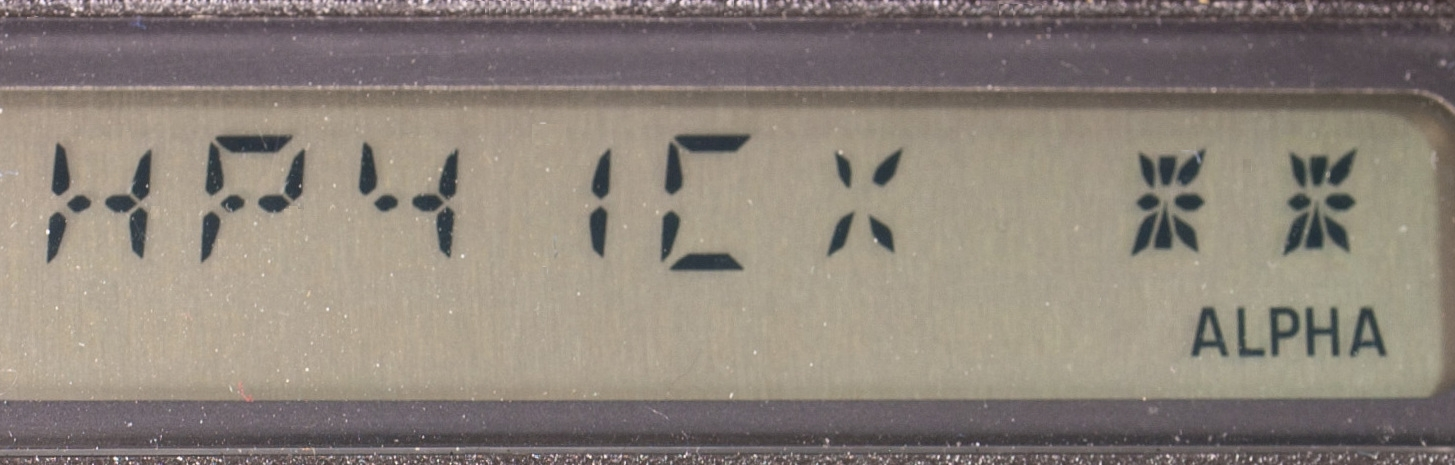
1970년대 후반 휴렛팩커드의 HP-41 프로그래밍 공학 계산기 제품군의 14세그먼트 문자
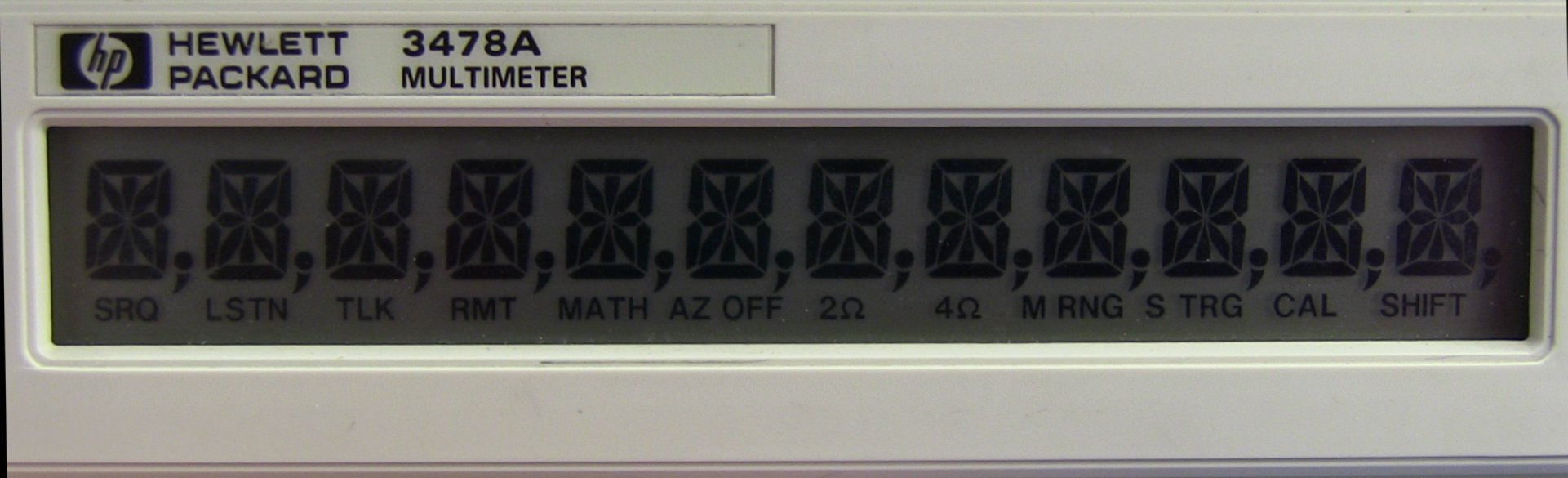
휴렛팩커드 HP3478A 멀티미터의 14세그먼트 문자
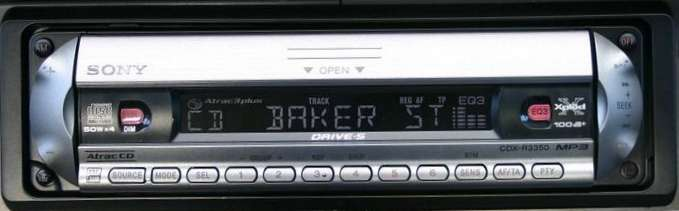
애프터마켓 차량 스테레오 LCD의 14세그먼트 문자
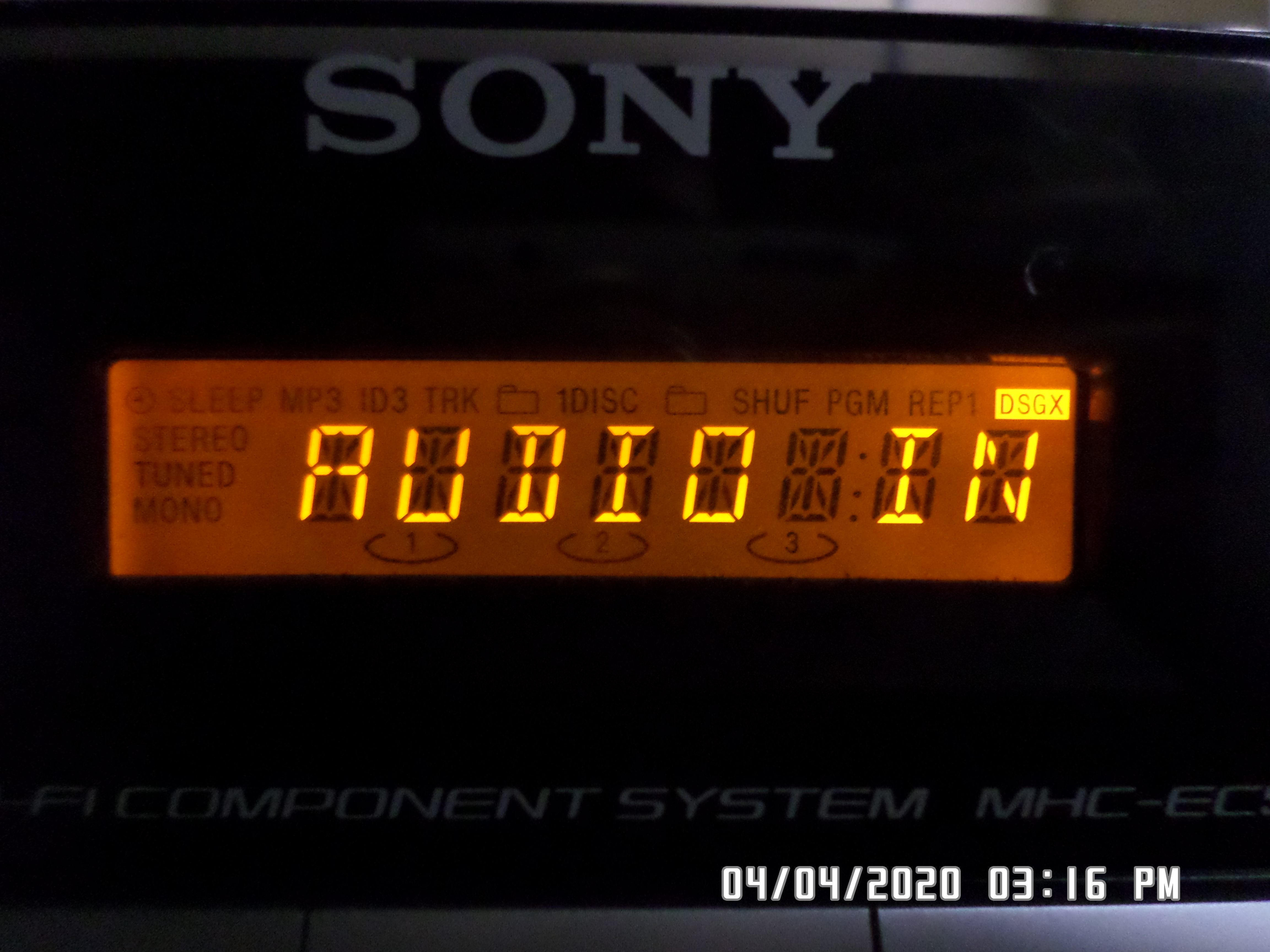
소니 MHC-EC55 미니 하이파이 컴포넌트 시스템에 사용된 반전형 백라이트 14세그먼트 LCD 디스플레이

## 같이 보기

7-, 9-, 14-, 및 16-세그먼트 디스플레이를 나란히 표시

- 7세그먼트 표시 장치
- 8세그먼트 표시 장치
- 9세그먼트 표시 장치
- 16세그먼트 표시 장치
- 도트 매트릭스 디스플레이
- 닉시관 디스플레이
- 진공 형광 디스플레이